# کاروا، نیو ساوت ولز
کاروا (به انگلیسی: Karuah) یک شهرک در استرالیا است که در نیو ساوت ولز واقع شده‌است.